# Maudeline Moryl
Maudeline Moryl, née le 24 janvier 2003 à Cap-Haïtien, est une footballeuse internationale haïtienne, qui joue au poste de milieu de terrain à l'Olympique de Marseille.

## Biographie

### En club
En février 2023, elle rejoint le Grenoble Foot 38 en provenance du club haïtien de l'Exafoot. Le 16 avril 2023, elle marque son premier but sur coup franc contre l'Olympique de Marseille.
En juillet 2024, elle devient une joueuse de l'Olympique de Marseille.

### En sélection
Maudeline Moryl honore sa première sélection en équipe d'Haïti le 4 février 2020 contre le Panama, en remplaçant Danielle Étienne à huit minutes du terme.
Le 20 février 2022, Moryl inscrit son premier but international au cours d'une victoire 11-0 contre Saint-Vincent-et-les-Grenadines.

## Palmarès
- Championnat de France D2
  - Championne en 2025 avec l'Olympique de Marseille